# Tjerk Westerterp
Theodorus Engelbertus Westerterp, dit Tjerk Westerterp, né le 2 décembre 1930 à Rotterdam et mort le 8 octobre 2023 à Ulvenhout, est un journaliste et homme politique néerlandais.

## Biographie

### Parcours professionnel
Tjerk Westerterp commence sa vie professionnelle en 1949, comme journaliste au journal De Stem et correspondant du journal catholique de Rotterdam De Maasbode. Membre du Parti populaire catholique (KVP), il est nommé en 1953 secrétaire général de l'Assemblée commune de la Communauté européenne du charbon et de l'acier (CECA).

### Débuts en politique
Lors des élections législatives du 15 mai 1963, Tjerk Westerterp est élu représentant à la Seconde Chambre des États généraux. Il est élu en 1966 conseiller municipal de Nieuw-Ginneken, dans le Brabant-Septentrional, et nommé adjoint du bourgmestre, chargé du Logement, des Affaires sociales et des Travaux publics.
En octobre suivant, il dit regretter d'avoir voté en faveur de la motion présentée par Norbert Schmelzer qui critique le projet de budget du Premier ministre chrétien-démocrate Jo Cals et conduit à la démission de ce dernier. 

### Ascension
Après que Barend Biesheuvel a été nommé à la tête du gouvernement, Tjerk Westerterp devient le 7 août 1971 secrétaire d'État aux Affaires européennes, auprès du ministre des Affaires étrangères Norbert Schmelzer. Il renonce en conséquence à tous ces mandats et fonctions. Le 11 mai 1973, Tjerk Westerterp est nommé à 42 ans ministre des Transports et des Eaux dans le cabinet de coalition du Premier ministre travailliste Joop den Uyl.

### Après le gouvernement
Tjerk Westerterp est réélu député le 25 mai 1977. Bien que les chrétiens-démocrates se maintiennent au pouvoir, il n'est pas reconduit au sein de l'exécutif et quitte ses fonctions ministérielles le 19 décembre suivant. Il démissionne de son mandat parlementaire dès le 15 février 1978 pour prendre les fonctions de directeur général de l'indice boursier Europese Optiebeurs (EOE). Il devient membre de l'Appel chrétien-démocrate (CDA) en 1980 et prend sa retraite en février 1993.
Il fait savoir en 2002 qu'il a quitté le CDA au profit des Pays-Bas Vivables (LN), un parti centriste et populiste qui sera dissous cinq ans plus tard.

### Vie privée
De confession catholique romaine, Tjerk Westerterp réside à Ulvenhout, un village de la commune de Bréda en Brabant-Septentrional.